# Lars Rosenberg
Lars Rosenberg (2. veljače 1971.) švedski je basist. Svirao je s raznim sastavima kao što su Therion, Entombed, Carbonized, Taura, Serpent, Furcas, Mental Distortion, Monastery, Roachpowder. Također je bio pjevač u sastavima Carbonized i Monastery.

## Diskografija
Carbonized
- For the Security (1991.)
- Disharmonization (1993.)
- Screaming Machines (1996.)

Entombed
- Crawl (1991.)
- Clandestine (1991.)
- Hollowman (1993.)
- Wolverine Blues (1993.)

Furcas
- Guerreros del Infierno (2000.)

Mental Distortion
- Mentally Distorted (1997.)

Monastery
- The Process – Church of the Final Judgement (1992.)

Roachpowder
- Atomic Church (2001.)

Serpent
- In the Garden of Serpent (1996.)

Therion
- Theli (1996.)
- A'arab Zaraq - Lucid Dreaming (1997.)